# Papinsalo (ö i Norra Savolax)
Papinsalo är en ö i Finland. Den ligger i sjön Kallavesi och i sjön Kallavesi och i  kommunen Kuopio i den ekonomiska regionen  Kuopio ekonomiska region  och landskapet Norra Savolax, i den centrala delen av landet, 300 km nordost om huvudstaden Helsingfors. Öns area är 62,8 hektar och dess största längd är 2,1 kilometer i sydväst-nordöstlig riktning.